# Număr impar
În matematică, un număr impar are forma n= 2p+1 , unde p este un număr întreg.

## Numere pare
Numerele pare sunt de forma n = 2p , unde p este întreg; 2 | n, pentru orice n par.
Șirul numerelor pare naturale este 0, 2, 4, 6, 8, 10, 12, 14, ... , 2n ... Acest șir este infinit.

## Proprietăți
Mulțimea numerelor impare se mai notează {\displaystyle 2\mathbb {Z} +1}, unde {\displaystyle \mathbb {Z} } este mulțimea numerelor întregi.
{\displaystyle 2\mathbb {Z} +1} formează o partiție pentru numerele întregi, adică {\displaystyle (2\mathbb {Z} )\cup (2\mathbb {Z} +1)=\mathbb {Z} } și {\displaystyle (2\mathbb {Z} )\cap (2\mathbb {Z} +1)=\emptyset } .
Noțiunea de paritate apare și în cazul altor obiecte matematice: funcții , permutări .
Operațiile cu numere pare sau impare :
- par  ± par = par ; par  ± impar = impar ; impar ± impar = par ;
- par × par = par ; par × impar = par ; impar × impar = impar.